# Piloto Cigars Inc.
Piloto Cigars Inc. также известная как Padron Cigars — частная никарагуанская компания, производящая сигары и сигариллы «Padrón».
Основана 8 сентября 1964 года в Майами (Флорида, США), выходцем с Кубы Хосе Орландо Падроном. В 1970 году Падрон переместил компанию в Эстели (Никарагуа) .
Padrón Cigars управляется и курируется тремя поколениями семьи Падрон под руководством Хосе Падрона и Хорхе Падрона. Компания контролирует все аспекты производства сигар, включая выращивание табака, его сортировку, обработку, производство сигар и дистрибуцию.

## История
Дамасо Падрон, дед Хосе Орландо Падрона, иммигрировал на Кубу с Канарских островов (Испания) в середине 1800-х годов, когда был еще мальчиком. На те небольшие деньги, что у них были, семья Падрон купила небольшую ферму в регионе Пинар-дель-Рио на Кубе. В то время они зарабатывали 7 долларов за каждые 100 фунтов табака. Оттуда семья Падрон продолжила покупать плантации по всему региону Пинар-дель-Рио, включая фабрику в Пилото, откуда и произошло название компании Хосе — Piloto Cigars.
После Кубинской революции 1959 года компания семьи Падрон была национализирована, а они сами бежали из страны. Накопив денег, Хосе Орландо открыл свою новую табачную фабрику лишь в 1964 в Майами.
Теперь компания производила 200 сигар в день, изготовленных в типичном кубинском стиле скручивания, с одним торседором. Затем Падрон пришел к идее создания новой сигары, Fuma. Сделанная полностью из широколистного табака из Коннектикута, эта сигара была любима многими за ее завитую головку, которая напоминала традиционные сигары с Кубы.
Вскоре производство таких сигар усложнилось из-за ряда проблем при его транспортировке и производстве. К Падрону обратился человек из табачной компании в Никарагуа, который ездил по округе в поисках потенциальных покупателей, и попросил его осмотреть его табак на предмет качества. После того, как Хосе Орландо оценил табак, он отправился на платнации. Там, в долине Халапа в Никарагуа, Падрон нашел табак, который будет использовать для своих сигар до сих пор.
Хосе Падрон полноценно начал использовать никарагуанский табак в 1967 году, но из-за невозможности удовлетворить спрос своих потребителей в 1970 году он перенес свою компанию в Эстели, Никарагуа. Падрон старался оставаться аполитичным во время своего пребывания в Никарагуа, однако после того, как вспыхнули беспорядки и фабрика Падрона была сожжена, Хосе начал искать другое место для своего бизнеса.
В то время как фабрика в Никарагуа была восстановлена вскоре после катастрофы, другая фабрика была построена по ту сторону границы в Гондурасе. После восстания сандинистов и захвата власти на фабрике Падрон царила неопределенность относительно того, что делать рабочим. Падрон попросил их продолжать работать, и в конце концов он вернулся в Никарагуа.
Новая проблема возникла у Падрона после заключения мира с сандинистами: эмбарго США против Никарагуа, введенное президентом Рональдом Рейганом на никарагуанскую продукцию. Падрон постарался перевезти как можно больше табака и сигар из Никарагуа в Тампу, штат Флорида, в течение 5 дней, отведенных до вступления в силу блокады. Позже правительство США предоставило ему отсрочку на продолжение перевозки его продукции еще на 6 месяцев. После снятия блокады Падрон перенес свою основную деятельность обратно в Никарагуа, где она и находится по сей день.